# Bol'šaja Laba
La Bol'šaja Laba (in russo Большая Лаба?; in lingua cabarda: Лабэшхуэ; in lingua caraciai-balcara: Уллу Лаба; in lingua abazina: Алаба) è un fiume della Russia europea meridionale, ramo sorgentifero di destra della Laba. Scorre nella Karačaj-Circassia e nel Territorio di Krasnodar.
Ha origine dai ghiacciai del monte Pšiš vicino al passo Laba, al confine con l'Abcasia. Il fiume scorre prevalentemente in direzione settentrionale. Al villaggio di Kaladžinskaja si fonde con la Malaja Laba dando origine al fiume Laba. La lunghezza del fiume è di 127 km. L'area del suo bacino è di 1 730 km².